# 1924 في الأرجنتين
فيما يلي قوائم الأحداث التي وقعت خلال عام 1924 في الأرجنتين.

## رياضة
- 1 يناير – بطولة أمريكا الجنوبية لألعاب القوى 1924
- 1 يناير – دوري الدرجة الأولى الأرجنتيني 1924 الفائز بوكا جونيورز.

## مواليد

### يناير
- 1 يناير – روبرتو غيريرو درّاج طريق أرجنتيني.
- 2 يناير – غييرمو سواريز ماسون عسكري أرجنتيني.[1]
- 7 يناير – بابلو بيرغر سائق سيارة سباق أرجنتيني.

### فبراير
- 20 فبراير – روبن منيني لاعب كرة سلة أرجنتيني.[2]

### أبريل
- 11 أبريل – إنريكي موريا لاعب كرة مضرب أرجنتيني.

### مايو
- 5 مايو – ليوبولدو توري نيلسون[3]
- 25 مايو – رافائيل إغليسياس ملاكم أرجنتيني.

### يونيو
- 4 يونيو – خورخي ساباتو فيزيائي أرجنتيني.
- 21 يونيو – ريكاردو إنفانتي لاعب كرة قدم أرجنتيني.[4]
- 21 يونيو – مارغا لوبيز ممثلة مكسيكية.[5]

### يوليو
- 9 يوليو – خوليو موسيميسي لاعب كرة قدم أرجنتيني.
- 13 يوليو – فيرمن تشافيز كاتب أرجنتيني.[6]

### أغسطس
- 13 أغسطس – أنطونيو أليغرا رجل أعمال أرجنتيني.

### أكتوبر
- 13 أكتوبر – روبرتو إدواردو فيولا رئيس مؤقت سابق في الأرجنتين.[7]

### نوفمبر
- 21 نوفمبر – فيكتور مارتينيز سياسي أرجنتيني.

### ديسمبر
- 13 ديسمبر – بياتريس غويدو
- 18 ديسمبر – أورلاندو رامون اغوستي[8]

## وفيات

### أكتوبر
- 5 أكتوبر – فيسنتي جريكو (مواليد 1886) ملحن أرجنتيني.